# Los Futbolísimos (saga de libros)
Los Futbolísimos es una saga de libros escrita por Roberto Santiago e ilustrado por Enrique Lorenzo, Guillermo Esteban y Carles Lluch, comenzada en 2013. El diseño original de las ilustraciones es de Enrique Lorenzo, y los otros ilustradores se basan en su diseño.
La serie recibió en 2018 una adaptación al cine, Los Futbolísimos. La película tendrá una secuela a estrenar en 2025.

## Resumen
La trama de cada libro sigue una estructura similar; se produce un hecho extraordinario y los Futbolísimos lo tienen que resolver. El protagonista se llama Francisco, aunque todos le llaman Pakete por fallar cinco penaltis seguidos. Juega en un equipo de fútbol 7 de su colegio en Sevilla la Chica: el Soto Alto. Sus integrantes han decidido hacer un pacto secreto y prometen estar unidos. Juntos se enfrentan a desafíos y adversidades.

## Personajes
- Francisco "Pakete": protagonista de la serie, delantero centro del equipo y dueño del dorsal 7. De once años, ganó su apodo en una mala racha en la que falló cinco penaltis en la liga.
- Camuñas "Orejas": portero, con el dorsal 1. Es el mejor amigo de Pakete y un hábil guardameta, al igual que sus dos hermanos mayores. Está enamorado en secreto de Marilyn.
- "Angustias": lateral derecho, con el dorsal 2. Un chaval con flequillo sobre un ojo y perpetua ansiedad, hecho por lo cual sus compañeros le llaman Angustias, desde hace tanto tiempo que ya no recuerdan su verdadero nombre.
- Marilyn: capitana del equipo y lateral izquierdo, con el dorsal 3. Una chica morena con mucha personalidad.
- Tomeo: defensa central, con el dorsal 4. Es un defensa duro y entusiasta aunque extremadamente poco técnico.
- Toni: medio centro, con el dorsal 5. Descrito como "una mezcla entre Messi y Cristiano Ronaldo", es uno de los mejores jugadores del Soto Alto.
- Helena, "Helena con H": media punta, con el dorsal 6. Una chica guapa, de pelo corto y gran jugadora. Es el corazón del equipo y tiene una estrecha relación con Pakete.
- Pedro "Ocho": suplente, con el dorsal 8. Un niño muy capaz y energético, recibe su apodo por su número y por aparentar no más de ocho años a pesar de tener once como los demás.
- Anita: portera suplente, con el dorsal 10. Lleva gafas y no ve demasiado bien, pero tiene una enorme afición.
- Alicia: entrenadora del equipo, gran conocedora de la historia del fútbol.
- Felipe: entrenador del equipo, blanco habitual de la ira de los padres cuando el equipo pierde.

## Recepción
A junio de 2020, llevaba vendidos más de 4,5 millones de libros en España, y los libros se han traducido a una docena de idiomas.

## Contenido
1. El misterio de los árbitros dormidos (2013)
2. El misterio de los siete goles en propia puerta (2013)
3. El misterio del portero fantasma (2013)
4. El misterio del ojo de halcón (2014)
5. El misterio del robo imposible (2014)
6. El misterio del castillo embrujado (2015)
7. El misterio del penalti invisible (2015)
8. El misterio del Circo del Fuego (2016)
9. El misterio de la lluvia de meteoritos (2016)
10. El misterio del tesoro pirata (2016)
11. El misterio del día de los inocentes (2017)
12. El misterio del obelisco mágico (2017)
13. El misterio del jugador número trece (2018)
14. El misterio de la tormenta de arena (2018)
15. Los Futbolísimos: El musical (2018)
16. El misterio de las 101 calaveras (2019)
17. El misterio del último hombre lobo (2019)
18. El misterio de las botas mágicas (2020)
19. El misterio de la isla del volcán (2020)
20. El misterio de las brujas futbolistas (2021)
21. El misterio de la máscara de oro (2021)
22. El misterio del Cerro de las Águilas (2022)
23. El misterio del mundial en África (2022)
24. El misterio de la casa encantada (2023)
25. El misterio del rodaje mágico (2023)
26. El misterio del gol de oro (2024)
27. El misterio de Tiger Black (2024)
28. El misterio del campamento de verano (2025)